# 广东省一级中学
广东省一级公办中学包括初级中学47所，高级中学215所。一级公办中学在概念上并不同于省重点中学。

## 初中47所

### 广州市2所
1. 广州市第一二三中学
2. 番禺区市桥镇星海中学

### 深圳市18所
1. 深圳市莲花中学
2. 深圳市上步中学
3. 深圳市笋岗中学
4. 深圳市桂园中学
5. 深圳市荔香中学
6. 深圳市南山外国语学校(九年一贯制)
7. 深圳市蛇口中学
8. 深圳市公明中学
9. 深圳市海湾中学
10. 深圳市观澜第二中学
11. 深圳市文汇中学
12. 深圳市福永中学
13. 深圳市松岗中学
14. 深圳市布吉中学
15. 深圳市平湖中学
16. 深圳市坪地中学
17. 深圳市光祖中学
18. 深圳市坪山中学

### 东莞市1所
1. 东莞市望牛墩中学

### 汕头市3所
1. 汕头市飞厦中学
2. 汕头市实验学校(九年一贯制)
3. 汕头市澄海区实验学校(九年一贯制)

### 佛山市13所
1. 禅城区南庄镇第三中学
2. 禅城区南庄镇南庄中学
3. 南海区盐步初级中学
4. 南海区里水中学
5. 南海区九江镇中学
6. 南海小塘镇初级中学
7. 南海区平洲二中
8. 南海区沙头镇华光中学
9. 南海区松岗镇桃园初级中学
10. 南海区大沥许海初级中学
11. 南海区大沥初级中学
12. 顺德区北滘镇城区初级中学
13. 顺德区大墩初级中学

### 韶关市2所
1. 韶关市第九中学
2. 韶关市第十四中学

### 中山市1所
1. 中山市三角中学

### 江门市3所
1. 江门教育学院附属中学
2. 台山市学业中学
3. 新会区创新初级中学

### 茂名市1所
1. 信宜市实验学校(九年一贯制)

### 潮州市1所
1. 潮安县实验学校(九年一贯制)

### 揭阳市2所
1. 榕城区真理中学
2. 揭西县纪达中学

## 高中215所

### 省直2所
1. 华南师范大学附属中学
2. 广东实验中学

### 广州市38所
1. 广州市执信中学
2. 广东广雅中学
3. 广州市第二中学
4. 广州市第六中学
5. 广州大学附属中学
6. 广州铁路第一中学
7. 广州市第三中学
8. 广州市第十七中学
9. 广州市第七中学
10. 广州市第十六中学
11. 广州市育才中学
12. 广州市培正中学
13. 广州市第二十一中学
14. 广州市第五中学
15. 广州市南武中学
16. 广州市第九十七中学
17. 广州市第四十一中学
18. 广州市第一中学
19. 广州市第四中学
20. 广州市第四十七中学
21. 广州市第一一三中学
22. 广州市恒福中学
23. 广州市第七十五中学
24. 广州市第八十九中学
25. 广州市天河中学
26. 广州市培英中学
27. 广州市第六十五中学
28. 广州市第八十中学
29. 广州市第八十六中学
30. 广州市真光中学
31. 广州石化中学
32. 广州开发区中学
33. 花都区秀全中学
34. 广东仲元中学
35. 番禺区番禺中学
36. 番禺区象贤中学
37. 广州市从化中学
38. 增城市增城中学

### 深圳市22所
1. 深圳中学
2. 深圳实验学校(含高中、初中、小学、幼儿部)
3. 深圳外国语学校
4. 深圳市高级中学
5. 深圳大学师范学院附属中学
6. 深圳市红岭中学
7. 深圳市福田中学
8. 深圳市翠园中学
9. 深圳第二实验学校（原名：深圳市碧波中学）
10. 深圳市滨河中学
11. 深圳市沙头角中学
12. 深圳市华侨城中学
13. 深圳市南头中学
14. 深圳蛇口育才中学
15. 深圳市宝安中学
16. 新安中学（集团）高中部
17. 深圳市西乡中学
18. 深圳市沙井中学
19. 深圳市龙城高级中学
20. 深圳市平冈中学
21. 深圳市布吉高级中学
22. 深圳市第二外国语学校

### 东莞市6所
1. 东莞市东莞中学
2. 东莞市高级中学
3. 东莞市实验中学
4. 东莞市莞城第一中学
5. 东莞市常平中学
6. 东莞市厚街中学

### 珠海市5所
1. 珠海市第一中学
2. 珠海市第二中学
3. 珠海市第三中学
4. 珠海市第四中学
5. 斗门区第一中学

### 汕头市9所
1. 广东汕头金山中学
2. 汕头市第一中学
3. 广东汕头华侨中学
4. 汕头市聿怀中学
5. 汕头经济特区林百欣中学
6. 汕头市澄海中学
7. 汕头市潮阳第一中学
8. 汕头市潮阳林百欣中学
9. 汕头市潮阳黄图盛纪念中学

### 佛山市26所
1. 佛山市第一中学
2. 佛山市第三中学
3. 佛山市荣山中学
4. 南海区石门中学
5. 南海区桂城中学
6. 南海区南海中学
7. 南海区桂华中学
8. 南海区第一中学
9. 南海区九江中学
10. 南海区大沥高级中学
11. 顺德区第一中学
12. 顺德区李兆基中学
13. 顺德区北滘中学
14. 顺德区桂洲中学
15. 顺德区伦教中学
16. 顺德区郑裕彤中学
17. 顺德区青云中学
18. 顺德区罗定邦中学
19. 顺德区容山中学
20. 顺德区勒流中学
21. 顺德区杏坛中学
22. 顺德区均安中学
23. 顺德区龙江中学
24. 高明区第一中学
25. 三水区华侨中学
26. 三水区三水中学

### 韶关市10所
1. 广东北江中学
2. 韶关市第一中学
3. 韶关田家炳中学
4. 仁化县仁化中学
5. 始兴县始兴中学
6. 乐昌市第一中学
7. 南雄市南雄中学
8. 南雄市第一中学
9. 曲江县曲江中学
10. 翁源县翁源中学

### 梅州市12所
1. 广东梅县东山中学
2. 梅州曾宪梓中学
3. 梅江区梅州中学
4. 梅县高级中学
5. 梅县松口中学
6. 兴宁市第一中学
7. 兴宁市田家炳中学
8. 平远县平远中学
9. 蕉岭县蕉岭中学
10. 丰顺县丰顺中学
11. 大埔县虎山中学
12. 大埔县田家炳实验中学
13. 大埔县大麻中学
14. 大埔县进光中学
15. 五华县水寨中学

### 惠州市6所
1. 惠州市第一中学
2. 惠州市第八中学
3. 广东惠阳高级中学
4. 惠阳区第一中学
5. 惠阳区崇雅中学
6. 惠州市第五中学
7. 博罗县博罗中学

### 汕尾市1所
1. 海丰县彭湃中学

### 中山市3所
1. 中山市第一中学
2. 中山市华侨中学
3. 中山纪念中学

### 江门市15所
1. 江门市第一中学
2. 江门市第二中学
3. 江门市江海中学
4. 江门市棠下中学
5. 新会区第一中学
6. 新会区华侨中学
7. 新会区陈经伦中学
8. 新会区东方红中学
9. 台山市第一中学
10. 台山市华侨中学
11. 开平市第一中学
12. 开平市开侨中学
13. 鹤山市第一中学
14. 鹤山市鹤华中学
15. 恩平市第一中学

### 阳江市6所
1. 阳江市第一中学
2. 广东两阳中学
3. 阳春市第一中学
4. 阳春市第二中学
5. 阳东县第一中学
6. 阳西县第一中学

### 湛江市11所
1. 湛江市第一中学
2. 湛江市第二中学
3. 湛江市第四中学
4. 湛江港务局第一中学
5. 湛江师范学院附属中学
6. 雷州市第一中学
7. 廉江市廉江中学
8. 廉江市第二中学
9. 遂溪县第一中学
10. 吴川市第一中学
11. 徐闻县徐闻中学

### 茂名市15所
1. 茂名市第一中学
2. 茂名市实验中学
3. 茂名市第十七中学
4. 茂名市第二十中学
5. 化州市第一中学
6. 化州市第六中学
7. 广东高州中学
8. 高州市第一中学
9. 高州市第二中学
10. 高州市第四中学
11. 电白区第一中学
12. 电白区电海中学
13. 信宜市信宜中学
14. 信宜市第二中学
15. 信宜市华侨中学

### 肇庆市7所
1. 肇庆市肇庆中学
2. 肇庆市端州中学
3. 高要市第一中学
4. 封开县江口中学
5. 广宁县广宁中学
6. 四会市四会中学
7. 德庆县香山中学

### 清远市4所
1. 清远市第一中学
2. 英德市英德中学
3. 清远市第二中学
4. 清城区第一中学

### 潮州市5所
1. 潮州市金山中学
2. 潮州市高级中学
3. 饶平县第二中学
4. 潮安县松昌中学
5. 潮安县庵埠中学

### 揭阳市5所
1. 揭阳市第一中学
2. 揭阳华侨中学
3. 普宁市第二中学
4. 揭东县第一中学
5. 揭西县河婆中学

### 云浮市8所
1. 云浮市邓发纪念中学
2. 云浮中学
3. 罗定市罗定中学
4. 罗定市廷锴纪念中学
5. 新兴县第一中学
6. 新兴县华侨中学
7. 郁南县西江中学
8. 郁南县蔡朝焜纪念中学